# پته خزانه

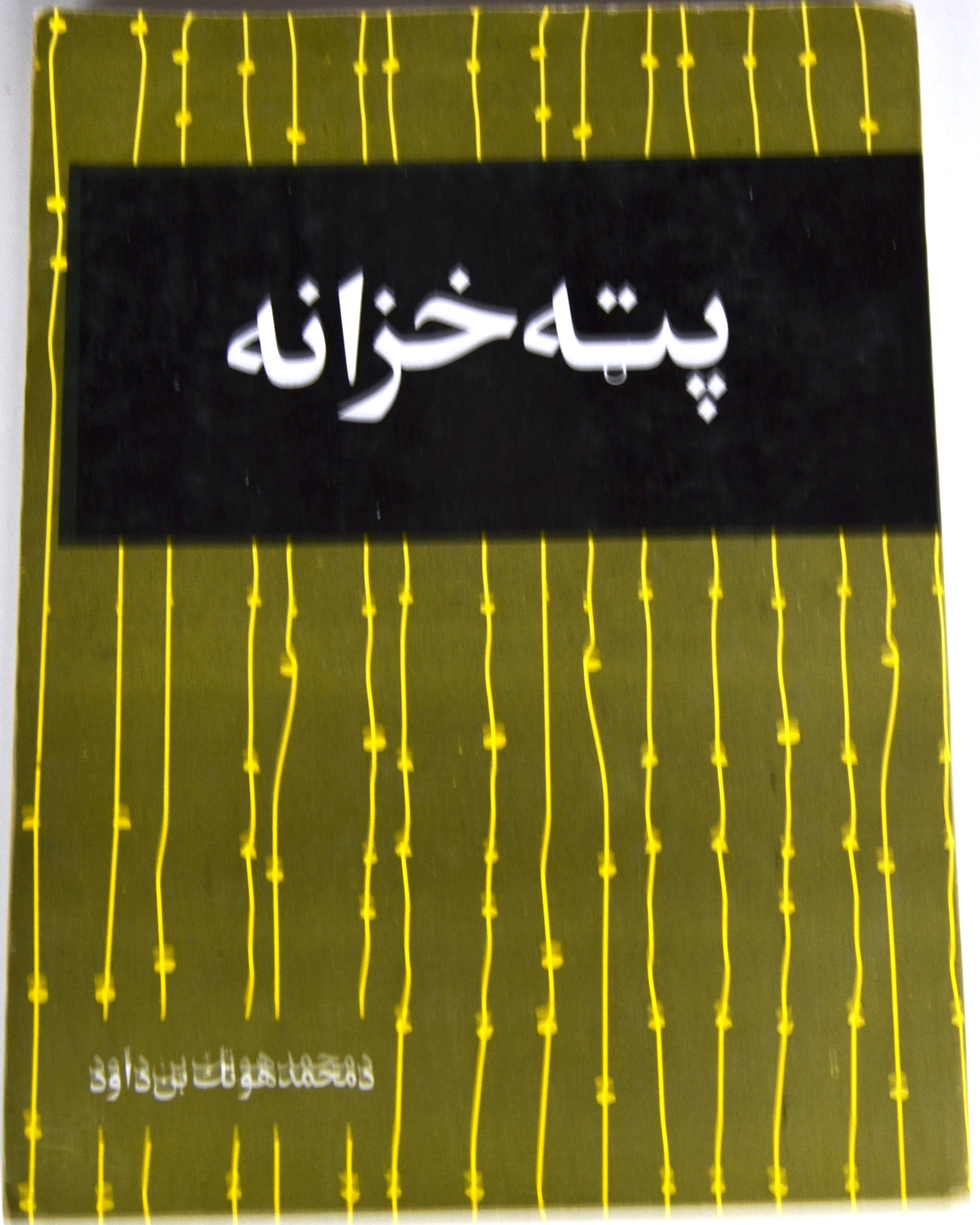
توضیحات : پټه خزانه

پته خَزانه یا گنجینه پنهان عنوان دست‌نوشته‌ای به زبان پشتو است که عبدالحی حبیبی ادعای کشف آن‌ را کرده است. 
در مورد تاریخ جعل اثر در میان پژوهشگران اختلاف نظر است. برخی جعل این کتاب را در اواخر قرن نوزدهم میلادی می‌دانند. در تحقیقات اخیر، به شکل عام بسیاری از پژوهشگران، تاریخ جعل اثر را دهه چهل میلادی و کمی قبل از ادعای کشف اثر می‌دانند. دیوید نیل مکنزی به این امر اشاره می‌کند که در سراسر این کتاب، حروف (ږ) و (ڼ) استفاده شده است. این درحالی است که این حروف پس از سال ۱۹۳۶ هنگامی که دولت افغانستان اصلاحات در شیوه نگارش پشتو انجام داد، وارد الفبای پشتو شدند. او با بررسی خود نشان می‌دهد که این دو حرف قبل از سال ۱۹۳۵ هرگز به طور هم زمان در هیچ نسخه خطی پیدا نشده‌اند. از این رو، دیوید نیل مکنزی تاریخ جعل اثر را در سال ۱۹۴۴ میلادی، یعنی تنها کمی قبل از ادعای کشف آن می‌داند. 

عبدالحی حبیبی مدعی شده‌است که این اثر به سال ۱۱۴۲ ه‍. ق/ ۱۷۲۹ م در قندهار نوشته شده و در ۱۳۲۲ ه‍.ش/۱۹۴۴ میلادی به دستش افتاده‌است.